# Rhizophydium venustum
Rhizophydium venustum är en svampart som beskrevs av Canter 1963. Rhizophydium venustum ingår i släktet Rhizophydium och familjen Rhizophydiaceae.   Inga underarter finns listade i Catalogue of Life.